# Plateau du Limousin
Das Plateau du Limousin bildet eine zusammengesetzte, leicht undulierende Pultfläche in den französischen Départements Haute-Vienne und Corrèze in der Region Nouvelle-Aquitaine.

## Geographie
Das Plateau du Limousin, deutsch Limousin-Hochfläche, befindet sich am Nordwestrand des Massif Central und wird nach Südwesten und Süden von den Monts du Limousin umgrenzt, deren Höhen generell 500 Meter überschreiten. In die Hochfläche haben sich einige Flussläufe eingeschnitten, wie beispielsweise die Vienne, die Briance, die Isle, die Vézère, die Auvézère und die Grêne. Die Höhen des Plateaus schwanken zwischen 250 und 400 Meter, wobei ihr Durchschnittswert bei 350 Meter liegt. Die Hochfläche ist leicht von Ost nach West geneigt und fällt ausgehend von 500 Meter am Westrand des Plateau de Millevaches zu den Niederungen des Département Charente auf zirka 200 Meter hin ab.
Das Plateau du Limousin nimmt in etwa die Südhälfte des Départements Haute-Vienne ein, wobei das Tal der Vienne die Nordgrenze bildet. Ferner erstreckt es sich in das nordwestliche Viertel des Départements Corrèze mit dem Tal der Vézère als Südostbegrenzung. Weitreichendere Definitionen verlängern die Hochfläche selbst noch bis zum Plateau de la Marche im Norden und zum Becken von Brive im Süden.
Ausgehend vom Plateau du Limousin leiten die Charente limousine – eine zwischen die Täler der Vienne und der Charente eingebettete flachwellige Hügellandschaft – und der Périgord vert zum Aquitanischen Becken über.
Inmitten des Plateaus ragen einige kleinere Massive auf, wie beispielsweise die Monts de Châlus oder die Monts de Fayat. Darüber hinaus kann es in verschiedene Unterplateaus gegliedert werden, welche sich durch spezifische Höhenlagen und Flussläufe charakterisieren lassen. Hierzu gehören z. B. das Plateau de Rochechouart, das Plateau d’Uzerche usw.
Die Monts de Fayat spalten das Plateau du Limousin in zwei Teile:
- in ihrem Norden in das Einzugsbecken der Vienne sowie untergeordnet in die Einzugsbecken der Charente, der Dronne und der Isle
- in ihrem Süden in das Einzugsbecken der Vézère.

Beide Teile kommunizieren mittels einer rund 480 Meter hohen Passhöhe im Gemeindegebiet von Masseret im Département Corrèze.
Gelegentlich werden mit dem Begriff Plateau du Limousin noch andere Landschaften des Limousins assoziiert, wie beispielsweise das Plateau von Bénévent-l’Abbaye im Département Creuse oder die Xaintrie im Département Corrèze, obwohl letztere vollkommen eigenständig sind.

## Hydrographie

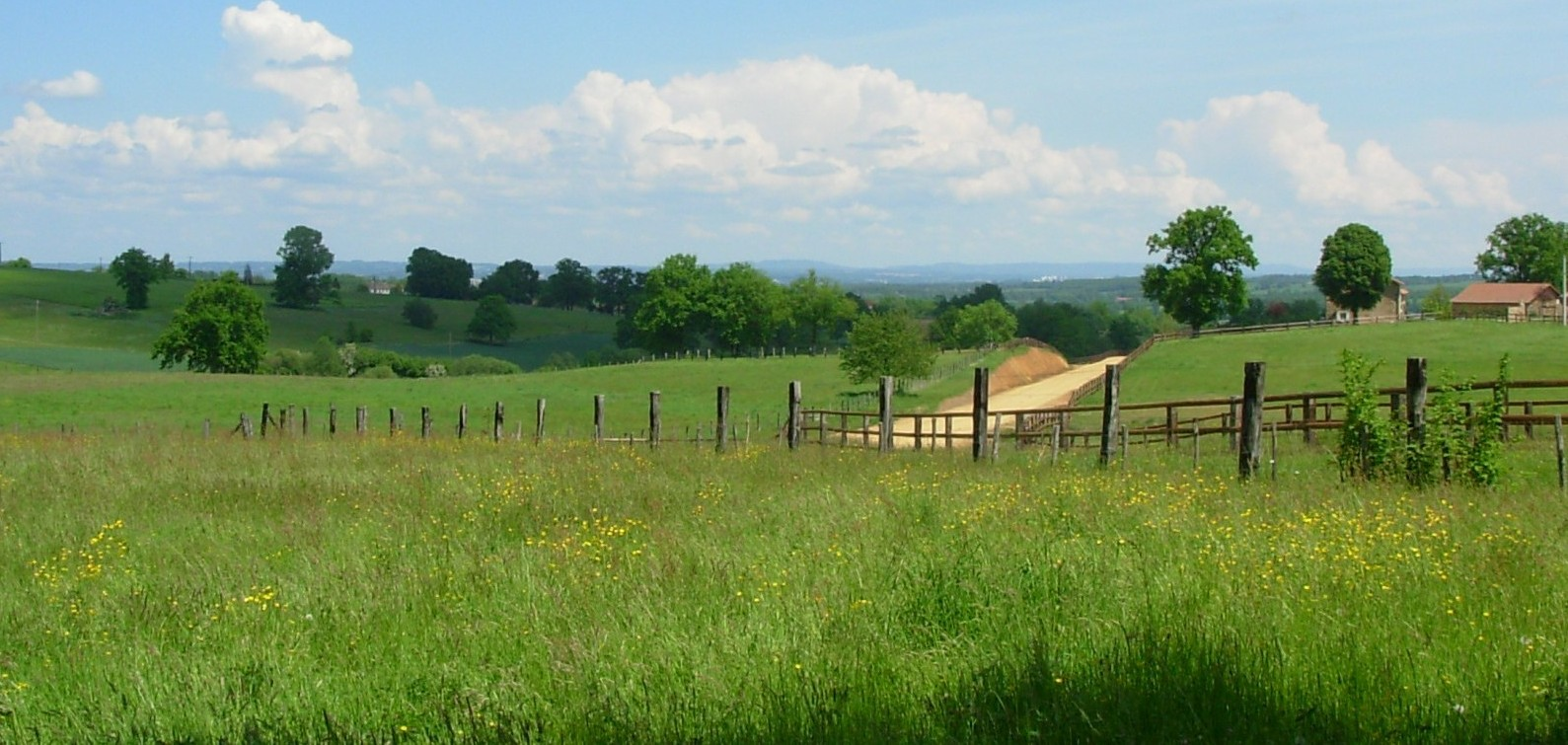
Das Plateau du Limousin bei Flavignac. Blick nach Norden in Richtung Limoges.

Auf dem Plateau du Limousin entspringen mehrere bedeutende Flüsse, da es eine wesentliche Wasserscheide darstellt. Zum Einzugsbecken der Loire im Norden entwässern unter anderen die Briance, die Aixette, die Grêne und die Gorre. Nach Westen abfließende Wasserläufe gehören zum Einzugsgebiet der Charente. Im Süden liegt das Einzugsgebiet der Dordogne, die in die Garonne mündet. Zu ihr fließen Dronne, Isle und Auvézère.

## Geologie
Geologisch gehört das Plateau du Limousin vollständig zum kristallinen Grundgebirge des Zentralmassivs. Es liegt in der generell sehr hochgradig metamorphen ligéro-arvernischen Zone, die den Zentralteil des variszischen Orogens bildet und bereits im Oberdevon durch Kollision zu konsolidieren begann. Der strukturelle Aufbau lässt sich vereinfacht wie folgt darstellen: das Plateau liegt in einer Einsattelung zwischen zwei parautochthonen Aufwölbungen im Grundgebirge – dem Plateau de Millevaches mit dem assoziierten Sussac-Dom im Osten und dem Saint-Mathieu-Dom im Westen. Diese Einsattelung wird von zwei recht flach liegenden Gneisdecken ausgefüllt, der Unteren und der Oberen Gneisdecke des Limousins. Die Untere Gneisdecke hat sich in westlicher bis südwestlicher Richtung über den Saint-Mathieu-Dom gelegt, wurde aber ihrerseits noch von der Oberen Gneisdecke rückwärtig überschoben. Die Obere Gneisdecke liegt muldenförmig südlich von Limoges auf der Höhe von Nexon und enthält an ihrer Basis Ophiolithe – Überreste des ehemaligen Limousin-Ozeans. Sie schwimmt sozusagen auf der Unteren Gneisdecke, die vorwiegend aus Augengneisen, Paragneisen und diversen Leptyniten (leukokraten Gneisen) aufgebaut ist. Die Obere Gneisdecke erscheint erneut weiter im Süden auf der Höhe von Lubersac im Uzerche-Synklinorium, wurde hier aber in nördlicher Richtung auf eine Sattelstruktur der Unteren Gneisdecke (Meuzac-Antiklinorium) rücküberschoben.
Das südliche Ende des Plateaus bildet die Thiviers-Payzac-Einheit, die wesentlich niedriger metamorph ist und überdies steil stehende Strukturen an den Tag legt.
Chronologisch lassen sich zwei Stadien unterscheiden:
- das Erste sah zwischen 400 und 360 Millionen Jahren (Mittel- und Oberdevon) die Schließung des Limousin-Ozeans. Hierbei kam es zur Deckenstapelung in Nord-Süd-Richtung, wobei die Obere Gneisdecke auf die Untere Gneisdecke geschoben wurde. Der gesamte Deckenstapel ist seinerseits in Nord-Süd-Richtung verfaltet, die Wellenlänge beträgt rund 25 Kilometer. Zwischen den beiden Decken verfingen sich Reste ozeanischer Kruste, die jetzt vorwiegend an der Basis der Oberen Gneisdecke auftreten, aber auch in der Unteren Gneisdecke eingeschuppt zu finden sind (Merlis-Serpentinite).
- Im zweiten Stadium zwischen 330 und 300 Millionen Jahren (Oberkarbon) schloss sich der Rheische Ozean im Norden. Als Folge wurden die beiden Gneisdecken im Verbund gen Südwest über das Parautochthon gedrückt, wobei jedoch der interne Materialabfluss nach Südost erfolgt sein muss – zu erkennen an deutlichen Strecklinearen in dieser Richtung.

## Wirtschaftliche Nutzung

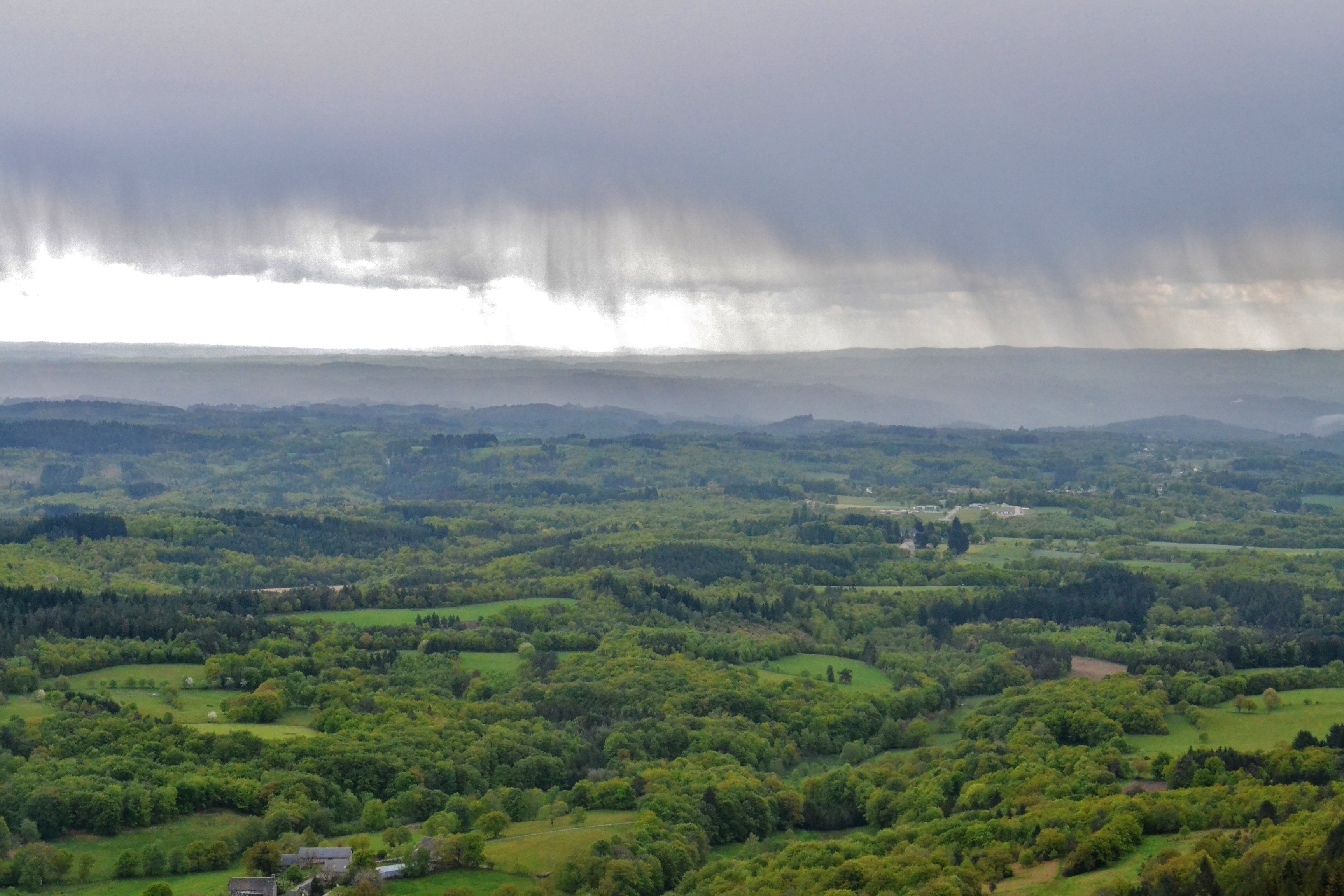
Das Plateau du Limousin aus Südostrichtung – gesehen vom 908 Meter hohen Suc au May im Massif des Monédières

Das Plateau du Limousin zeigt Tendenzen zur Bocage-Landschaft und eignet sich landwirtschaftlich zur Rinderzucht. Es ist insbesondere bekannt für die Aufzucht der Limousin-Rinder. Etwas weniger von Bedeutung ist die Haltung von Schafen und Schweinen der Rasse Cul noir limousin.